# Línea Odakyu Tama
La línea Tama (多摩線,Tama-sen?) es una línea de ferrocarril operada por Odakyu Railway. Es un ramal que parte de la línea Odakyu desde la estación de Shin-Yurigaoka , en Kawasaki, con la estación de Karakida, en Tama. Las siglas de esta línea son OT.

## Historia
En 1958, el Gobierno Metropolitano de Tokio empezó a planear un desarrollo urbanístico en las colinas de Tama para aliviar la carga poblacional del centro de Tokio. En los años 60, encargó a Odakyu y a Keio la concesión de las líneas que conectarían la ciudad de Tama con el centro de Tokio para facilitar el transporte diario de pasajeros a su centro de trabajo. Debido a la falta de liquidez las dos empresas concesionarias debieron paralizar las obras.
En 1972, la empresa pública de construcción y mantenimiento de vías férreas JRCC, la antecesora de JRTT, de propiedad estatal, comenzó a prefinanciar las obras de líneas no pertenecientes a la antigua JNR. Gracias a este impulso económico, el tramo entre Shin-Yurigaoka y Odakyū-Nagayama se inauguró en 1974 y en 1975 los trenes continuaron hasta Tama Center. En 1990, se ampliaría el trazado hasta Karakita. En esa misma década se amplió el trazado ferroviario a cuatro vías para permitir el servicio de trenes de la línea hasta Shinjuku con conexión con la línea Chiyoda de Tokyo Metro, que comenzaría en el 2000. En 2022, se finalizaron todos los servicios que proseguían más allá de Shinjuku.

## Material móvil
Propiedad de Odakyu
- Serie 5000(segunda generación)
- Serie 4000 (segunda generación)
- Serie 3000 (segunda generación)
- Serie 2000
- Serie 1000
- Serie 8000

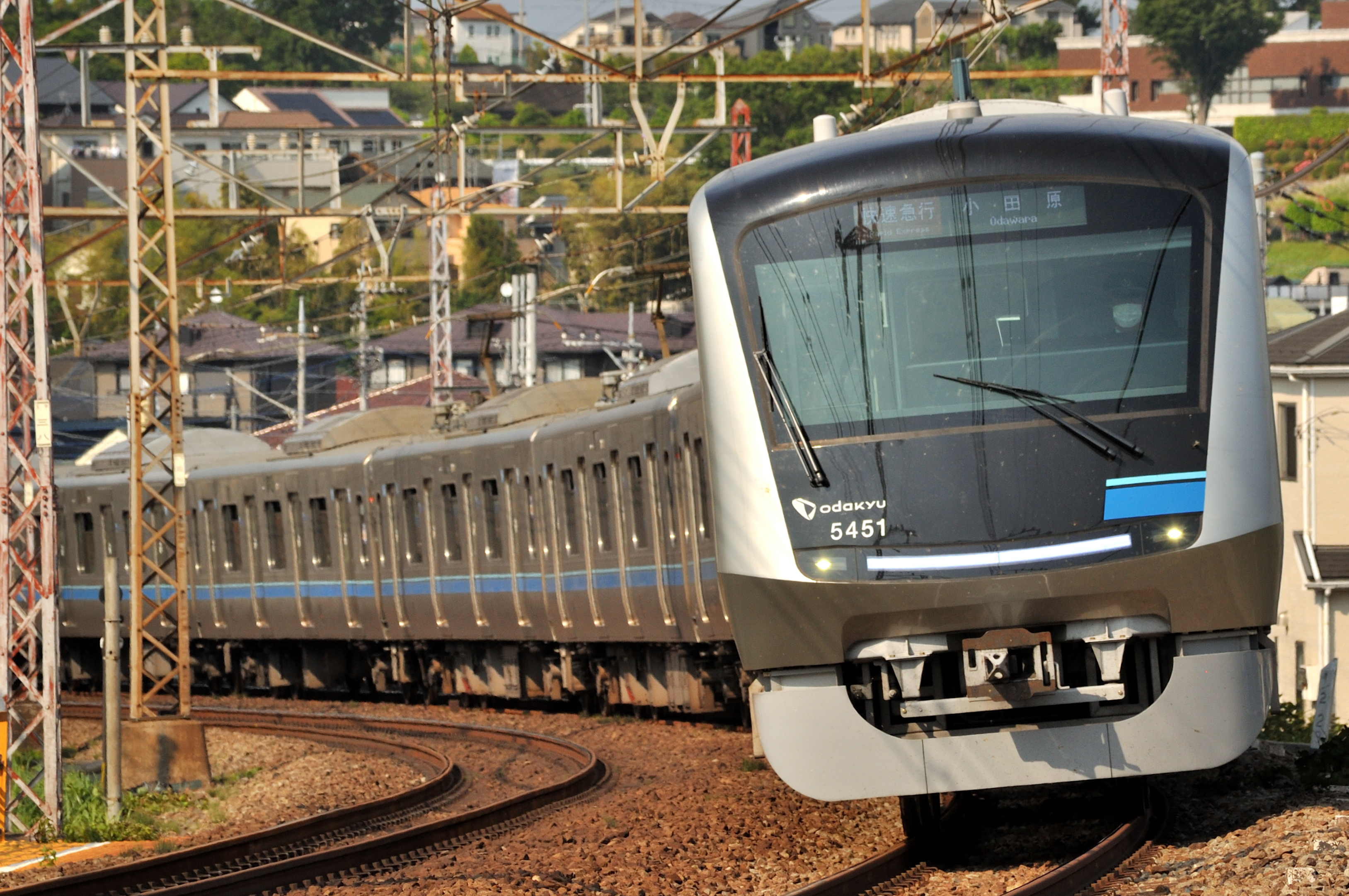
Serie 5000 (segunda generación)
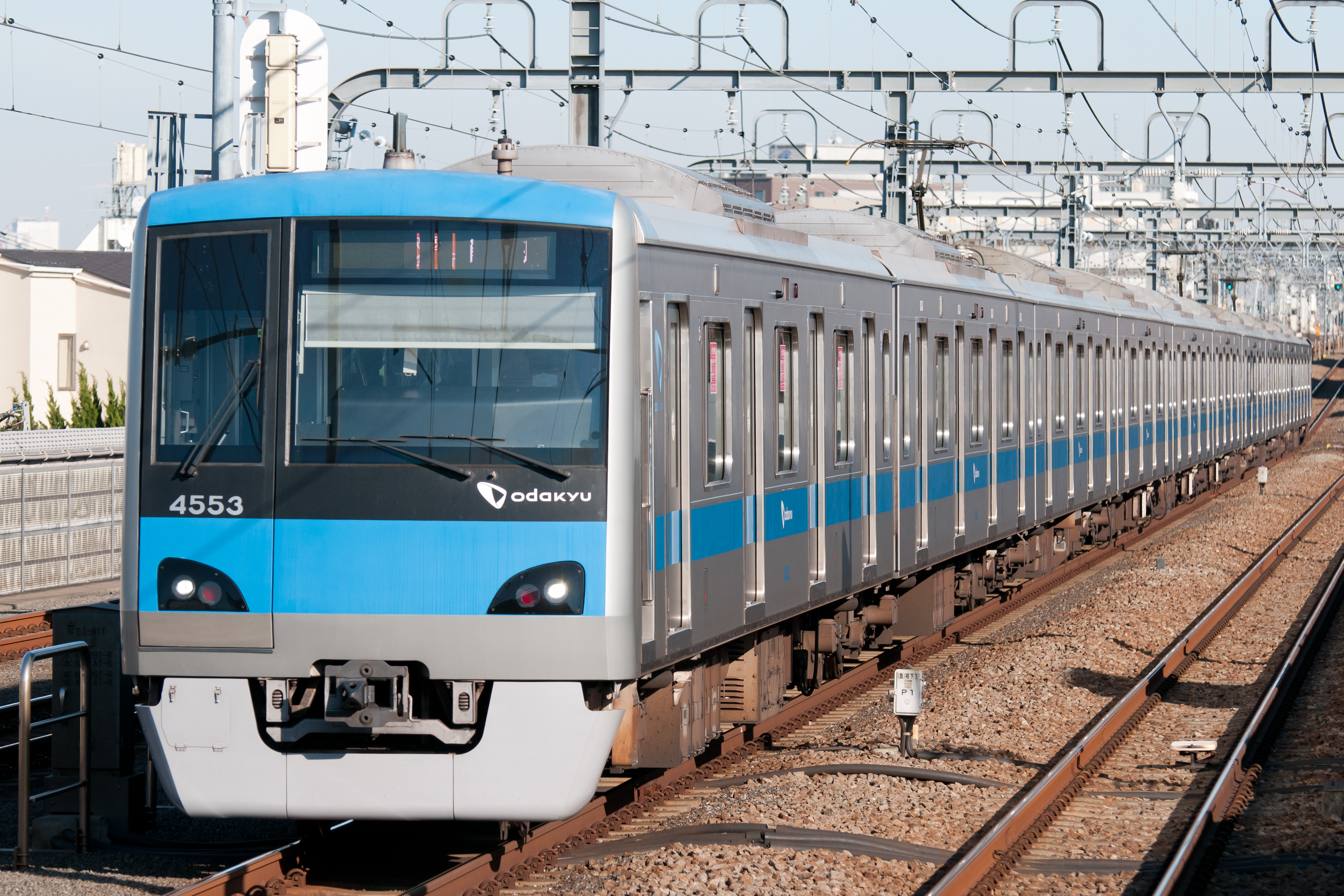
Serie 4000 (segunda generación)
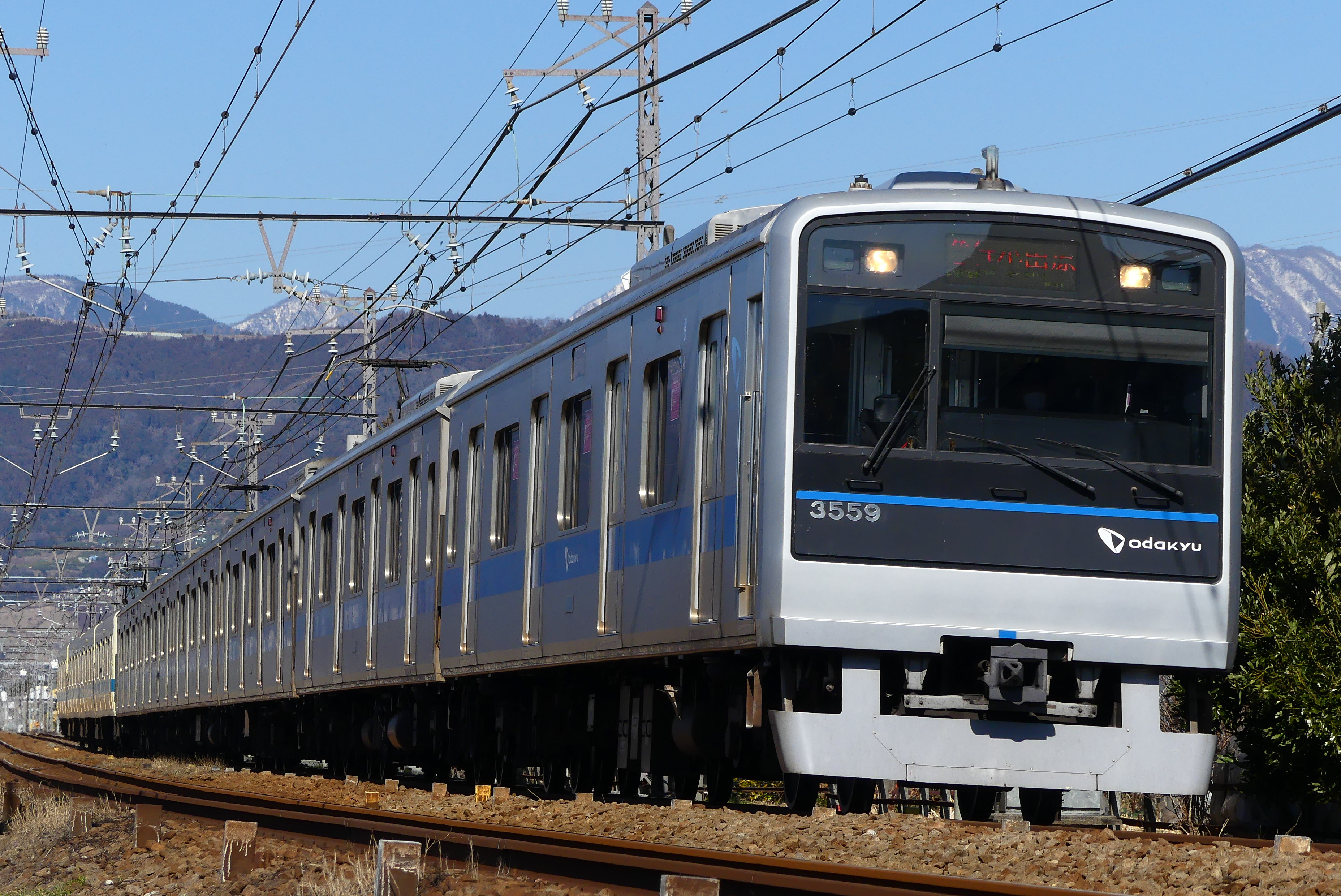
Serie 3000 (segunda generación)
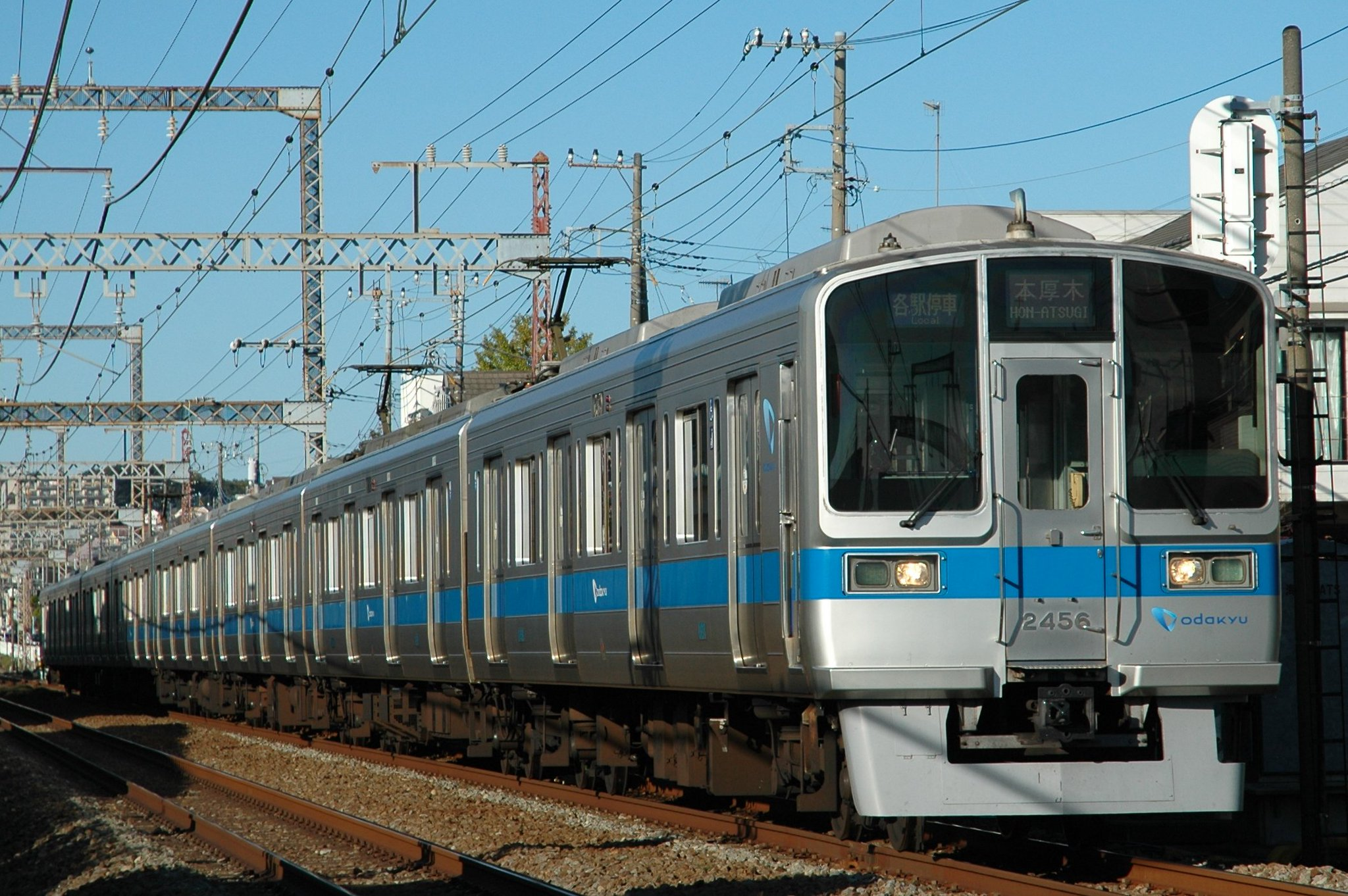
Serie 2000
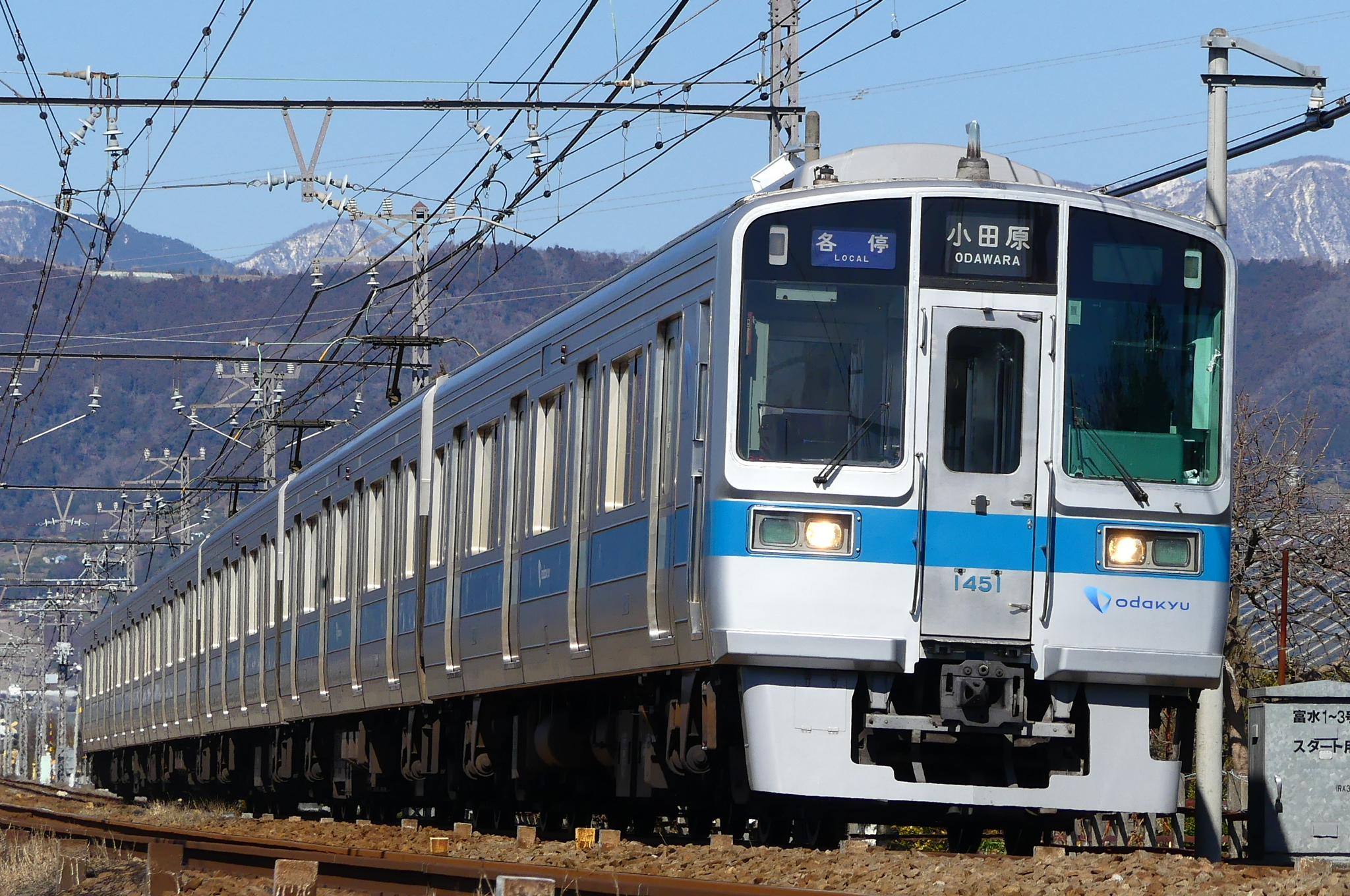
Serie 1000
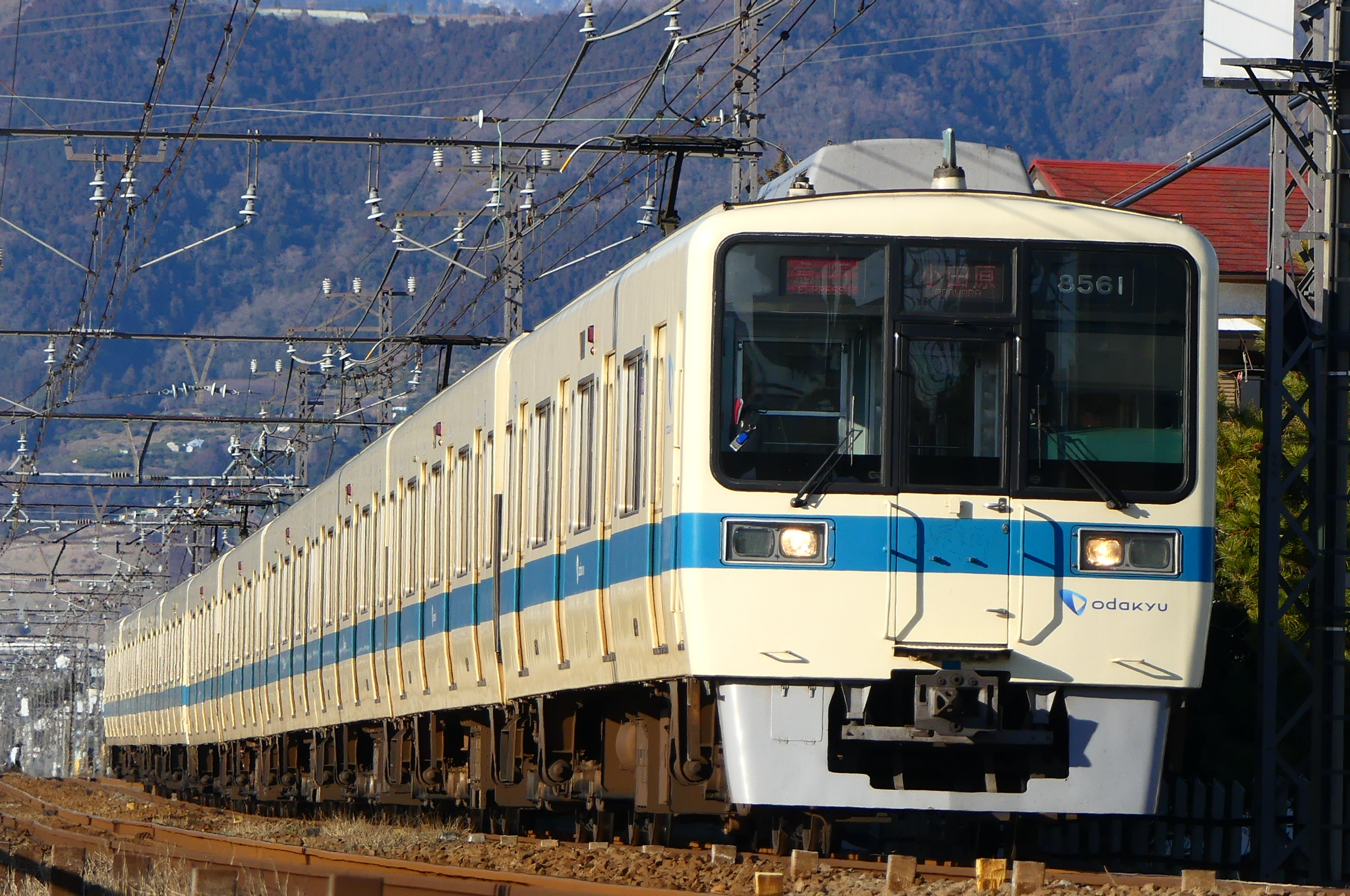
Serie 8000

## Estaciones
| Código | Nombre             | Correspondencia | Prefectura | Lugar    |
| ------ | ------------------ | --------------- | ---------- | -------- |
| OH23   | Shin-Yurigaoka     |                 | Kanagawa   | Kawasaki |
| OT01   | Satsukidai         |                 | Kanagawa   | Kawasaki |
| OT02   | Kurihira           |                 | Kanagawa   | Kawasaki |
| OT03   | Kurokawa           |                 | Kanagawa   | Kawasaki |
| OT04   | Haruhino           |                 | Kanagawa   | Kawasaki |
| OT05   | Odakyū-Nagayama    |                 | Tokio      | Tama     |
| OT06   | Odakyū-Tama-Center |                 | Tokio      | Tama     |
| OT07   | Karakida           |                 | Tokio      | Tama     |